# Romano Canavese
Romano Canavese és un comune (municipi) de la ciutat metropolitana de Torí, a la regió italiana del Piemont, situat a uns 40 quilòmetres al nord-est de Torí. A 1 de gener de 2019 la seva població era de 2.651 habitants.
Romano Canavese limita amb els següents municipis: Pavone Canavese, Perosa Canavese, Strambino, Ivrea i Scarmagno.

## Llocs d'interès
- Torre comunal (segle XIV), actualment convertida en campanar d'església, i el parc dels voltants.
- Restes del Ricetto (fortalesa).
- Església romànica de Santa Marta (segle xiii), amb façana barroca.